# Schlacht bei Genola
Ostrach – Feldkirch – Stockach I – Verona – Magnano – Cassano d’Adda – Bassignana – Paradies – Frauenfeld – Winterthur – Zürich I – Trebbia – Mantua – Novi – Döttingen – Vlieter – Bergen – Gotthard – Dietikon – Zürich II – Schänis – Muotatal – Näfels – Egmont – Castricum – Genola – Wiesloch – Genua – Rheinklingen – Büsingen – Engen – Stockach II –  Meßkirch – Biberach II – Montebello – Marengo – Höchstädt – Oberhausen – Brión – Hohenlinden – Walserfeld – Pozzolo – Kopenhagen – Algeciras I – Algeciras II
Die Schlacht von Genola (auch Bataille de Fossano) am 4. November 1799 war ein Treffen im Italienfeldzug während des Zweiten Koalitionskrieges zwischen der österreichischen Armee unter Michael von Melas und den Franzosen unter General Jean Étienne Championnet. Letztere unterlagen gegen eine doppelte Übermacht.

## Vorgeschichte

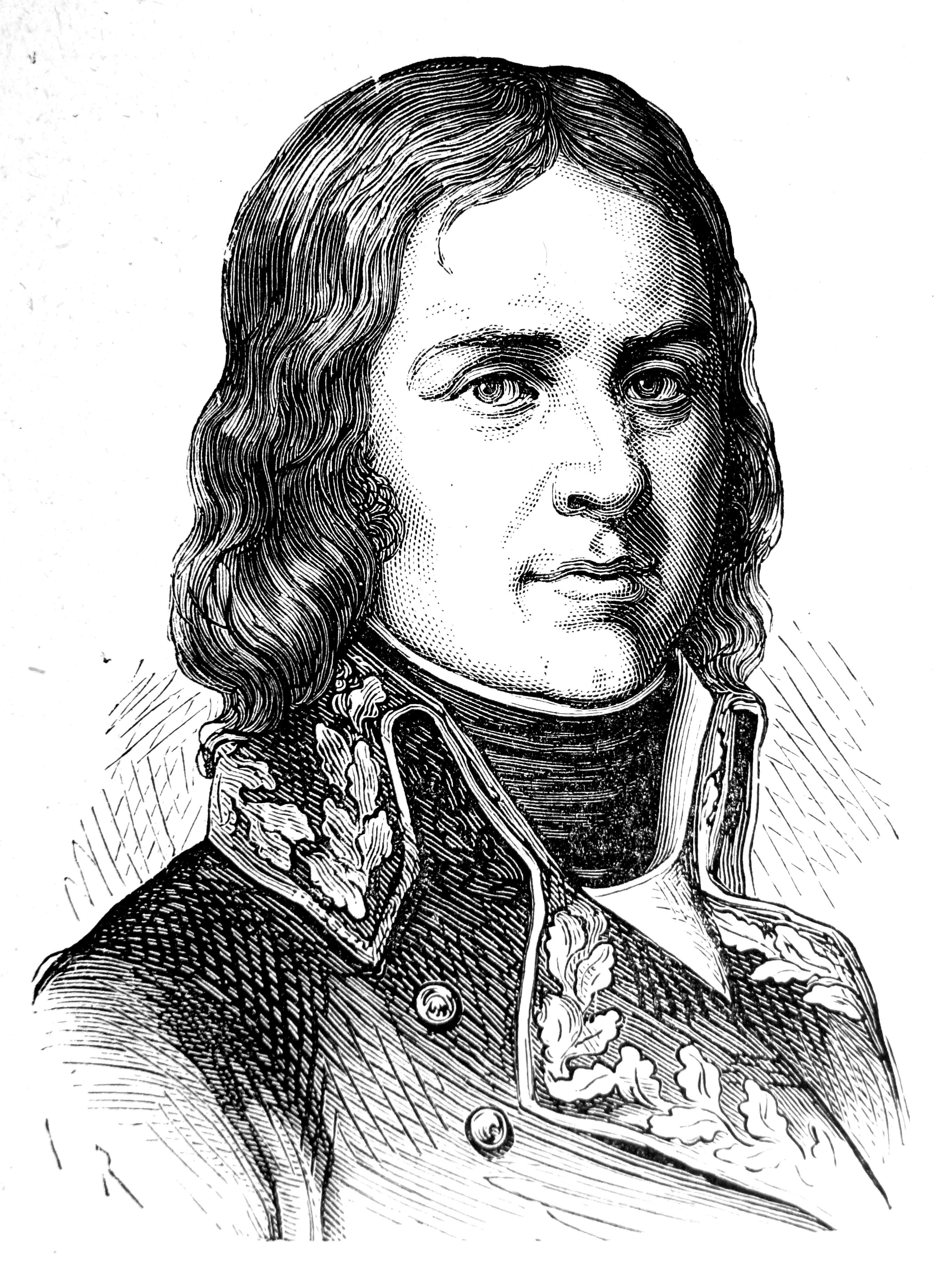
Jean-Étienne Championnet

Championnet wurde nach dem Tod von General Jouberts in der Schlacht bei Novi (15. August 1799) zum neuen Befehlshaber der französischen Italienarmee ernannt. Am 1. September wurde das bisher selbstständige Kommando unter General Paul Grenier zur Führung des linken Flügels der Italienarmee mit dem neuen Namen Corpes des Alpes bestimmt. Das Ziel der Franzosen war es, die Verbindung von der Rivera zur Festung von Coni (Cuneo) in Piemont für den Nachschub zu sichern. Championnet traf am 22. September in Genua ein, seine ersten Befehle galten der neuen Organisation der Armee. Das Korps unter Gouvion Saint-Cyr bildete den rechten Flügel mit vier Divisionen: Miollis, Watrin, Victor und Lemoine. General Grenier und sein Corpes des Alpes bildete den linken Flügel mit den beiden Divisionen Duhesme und Richepanse.

### Angriffsplanungen
Nachdem Championnet seine Truppen durch Verstärkungen wieder auf 45.000 Mann gebracht hatte, ergriff er die Initiative, die eigentlich bei der zahlenmäßigen Überlegenheit für die Österreicher angemessener erschienen wäre. General Saint-Cyr stand noch an der Küste Liguriens und eine Division Greniers stand bereits vorgeschoben bei Coni. Die polnische Legion unter Dąbrowski war der 2. Division unter General Watrin unterstellt. Mit drei Kolonnen, versuchte Championnet vorzugehen: Eine Kolonne unter General Duhesme stieg vom Mont Cenis herab, rückte über Perosa vor und stand mit seiner Hauptmacht im Raum Rivoli. Eine zweite Kolonne rückte auf dem linken und eine dritte auf dem rechten Ufer der Stura vor. Ziel war es beide feindlichen Flügel in Verbindung mit einem Frontangriff zu umgehen. Die Division des Generals Saint-Cyr sollte durch einen Marsch nach Aequi und Alba in den Rücken des Gegners gelangen. Am 3. November drang die französische Hauptmacht (eine Division Greniers hatte sich mit Victors Truppen auf 18.000 Mann vereinigt) am linken Stura-Ufer vor. Am rechten Ufer der Stura wurde die Division des General Fressinet mit 4500 Mann belassen. Am gleichen Ufer hatte sich die Division Lemoine um Cherasco konzentriert. Championnet hatte bereits mit dem Rückzug der Österreicher aus Piemont gerechnet, nach seiner Absicht sollte sein rechter Flügel unter Saint-Cyr siegreich vorgehen, durch Lemoine verstärkt werden und danach die Rückzugslinie der Österreicher von Alessandria und Tortona abschneiden. Dadurch sollten die Österreicher gezwungen werden, das rechte Po-Ufer aufzugeben und bei starker französischer Verfolgung auch Mailand zu räumen. So trafen die beiden Divisionen Victor und Grenier weit unterlegen, direkt auf die österreichische Hauptmacht, ohne dass die abseits stehenden Divisionen Lemoine und Fressinet Unterstützung leisten konnten.
Der durch seine Aufklärung über die gegnerischen Dispositionen und Absichten gut informierte General Melas schätzte die Lage richtig ein und wusste die eigene Chance zu nutzen. Er befahl dem dislozierten Korps unter FZM Kray als Gegenmaßnahme sofort die gegnerische Kolonne unter Saint-Cyr mit allen Mitteln anzugreifen, diese abzulenken, hinzuhalten und vielleicht auf Alba zurückzudrängen. Melas selbst sah währenddessen die Zeit gekommen, seine Hauptmacht (29.235 Mann und 6.057 Reiter) zur Entscheidung östlich von Cuneo einzusetzen.

### Gefecht um die Stura-Übergänge am 3. November
Im Angesicht des Gegners ließen die Österreicher zwei Brücken über die Stura schlagen, eine für die Division Elsnitz bei Castelletto, die andere für Division Ott beim Dorf Montanera. Im bisherigen Armeequartier von Magliano di Sopra ließ er die Lagerfeuer zur Täuschung gegenüber Championnet weiter unterhalten und die dort gegenüberliegenden Vorposten bei Crava und Morozzo angreifen. Melas ließ in der Nacht vom 2. auf den 3. November 40 Bataillone und 44 Schwadronen über die Stura setzen und schob am linken Ufer des Flusses seinen rechten Flügel bis Marenne und den linken bis hinter dem Dorf Fossano vor. Unter dem Schutze auffahrender Geschütze wurde über den Fluss gesetzt, feindliche Vorposten vertrieben und ein Brückenkopf errichtet. Die Division Ott sollte Murazzo nehmen, die Division Elsnitz hatte den Auftrag gegen Ronchi zu rücken, während die Brigade Sommariva mit einer anderen Kolonne gegen Murazzo vordrang. Otts Division trieb die französischen Truppen, von den jenseitigen Ufer-Anhöhen und drängte sie in die Ebene hinunter. FML Elsnitz konnte den Gegner aus Ronchi vertreiben und bis zur Festung Coni vordringen. Die Truppen unter General Sommariva rückte gegen Villa Falletti bis an die Grana vor. Gegenüber hatte sich die französische Division Grenier in Centale festgesetzt. Nachdem sich die beiden österreichischen Divisionen vereinigt hatten und auf Centale vorrückten, verließen die Franzosen diesen Posten und zogen sich über die Maira zurück. Nachmittags rückten die Franzosen in Savigliano und in die Vorstadt von Fossano ein. Die österreichische Armee verblieb bis zum 3. November in ihrer gewählten Stellung und verfügte für die folgende Schlacht zwischen der Stura und Grana über annähernd 29.000 Mann. Auf Melas Befehl war zudem die Division des General Lattermann mit 3.500 Mann als Verstärkung im Anmarsch auf Racconigi. General Victor rückte längs der Stura und Grenier längs der Grana nach Genola vor und bemächtigten sich der Orte Fossano, Genola und Savigliano.

## Die Schlacht
Die Franzosen standen am 4. November mit ihrem rechten Flügel bei Murazzo, mit dem linken bei Savigliano, eine Diagonale zwischen dem Navigliano Novo und der Grana bildend. Melas nahm aus dieser Disposition fälschlich an, das der französische linke Flügel die Absicht habe, über die Grana nach Saluzzo zurückzugehen. Championnet wollten an diesem Tag zur vermeintlichen Verfolgung ansetzen, die Division Victor sollte Fossano nehmen, die Kolonne Grenier auf Marenne weiterziehen und die Kolonne Duhesme sollte von Saluzzo kommend über Savigliano die Vereinigung mit Grenier herstellen.
Melas und sein Stabschef Generalmajor Anton von Zach besprachen die Angriffsdispositionen und verfügten sich unverzüglich mit ganzer Macht auf die beiden französischen Divisionen zu werfen. Die Division des Generals von Elsnitz (die Infanterie-Regimenter Gyulay, Sztaray, Kheul, Nadasdy und Alvinzy mit etwa 8000 Mann) sollte durch den Ort Genola auf Valdigio durchbrechen und den Feind dort so lange festhalten, bis die beiden anderen Kolonnen herangekommen waren.
Die Division Ott (sechs Grenadierbataillone und die Infanterie-Regimenter Stuart und Fürstenberg mit 7.600 Mann), verstärkt durch die Brigade Sommariva (ein Bataillon Schmelzer, ein Bataillon Szluiner, das Husaren-Regiment Erzherzog Joseph und das Dragoner-Regiment Lewenehr mit 2.800 Mann), sollte Savigliano nehmen und den Gegner mit schwächeren Teilkräften über Lagnasco in Richtung auf Saluzzo verfolgen, mit den stärkeren Truppenteilen aber gegen Valtignasco und Valdigio vorgehen. Die Brigade Mittrowsky (die Infanterie-Regimenter Terzy, Reisky und Mitrowsky mit 2.700 Mann) hatte diese Bewegung links davon kräftig zu unterstützen.
Die Vorhutbrigade unter Generalmajor Gottesheim (die Infanterie-Regimenter Huff und Oranien und das Dragoner-Regiment Kaiser Franz mit 4.700 Mann) sollte Scheinangriffe auf Madalena und Murazzo machen, um den beiden ersten Kolonnen die Zeit zu verschaffen, sich Saviglianos zu bemächtigen. Die Kavalleriereserve (vier Dragoner-Regimentern Erzherzog Johann, Karaczay, Württemberg und Lobkowitz mit 3.400 Reiter) unter Fürst Johann Liechtenstein sollte nach dem erreichten Sieg die Verfolgung des geschlagenen Feindes auf Villa Valetta, Centallo und Ronchi durchführen.
Am Morgen des 4. November trafen die Gegner aufeinander, General Grenier stieß bei Savigliano auf Truppen unter Ott und Sommariva. Das Gefecht hielt sich einige Stunden im Gleichgewicht, der Ausgang schien davon abzuhängen, ob der schon in der Nähe bei San Lorenzo stehende General Mitrowsky oder der von Saluzzo kommende General Duhesme mit ihren Truppen früher zum Flankenangriff ansetzen konnte. Mitrowsky rückte rechtzeitig mit 7 frischen Bataillonen neben der Schlachtreihe Otts ein. Grenier wurde geschlagen und auf die bei Valdigio befindliche Nachhut zurückgeworfen, so das Savigliano in die Hände der Österreicher fiel. Gleichzeitig brach die Reserve-Kavallerie Liechtensteins mit vier Eskadronen vor und drängte die zurückgehenden Franzosen über die Grana-Brücke nach. Nachdem General Ott Savigliano fest in seiner Hand wusste, schickte er die Brigade des Generals Auersperg gegen Voltignasco und verfolgte mit dem Reste nach Valdigio.
General Elsnitz war mit seiner Kolonne um 4 Uhr früh über San Lorenzo nach Genola vorgerückt und hatte mit einem Detachement unter General Adorian die Verbindung mit der Division des General Gottesheim auf der geraden Landstraße von Genola nach Fossano hergestellt. Wenig später als bei Savigliano, begann das Gefecht bei Genola, wo sich General Championnet persönlich bei der Division Victor aufhielt. Melas konnte nach Greniers Niederlage gegen Mittag die Truppen Mitrowskys umgehend den linken Flügel zuführen. Bald mussten die bis dahin noch haltenden Truppen Victors das Feld räumen und auf Murazzo zurückgehen. Um zwei Uhr nachmittags griff General Ott den Ort Valdigio an, fand aber keinen Widerstand mehr. Während die Österreicher auf Centale vorrückten, wurde feindlicher Kanonendonner im Rücken wahrgenommen. Zu spät war die Division des Generals Duhesme mit einer von Vorhut von etwa 3000 Mann über Saluzzo an der Flanke der Österreicher bei Savigliano erschienen. Melas warf dieser Gefahr die Brigade Sommariva mit vier Bataillonen entgegen, um sich mit dem Bataillon des Obersten Persch zu vereinigen. General Sommariva führte mit dem Regiment Reisky und zwei Schwadronen Lobkowitz-Dragoner einen Gegenangriff. Die hinter Valdigio vereinigten französischen Truppen setzten ihren Rückzug bis Centale und Umgegend fort. Duhesmes Vorhut sah sich beim Vorstoß auf Marenne von Raconigi her zusätzlich durch den Anmarsch der Division Lattermanns bedroht und sah sich genötigt auf Saluzzo zurückzugehen. Murazzo wurde hingegen von den Franzosen gegenüber der Brigade Gottesheim noch bis zum nächsten Morgen behauptet. Obwohl die Divisionen Grenier und Victor von einer doppelten Übermacht getroffen wurden, blieb die über die Vorgänge unterrichtete Division Lemoine weiter zur Sicherung vor Cherasco liegen. Die Nacht machte endlich dem Kampf ein Ende. Die Orte Madonna dell’ Olmo, Ronchi und Murazzo blieben von den Franzosen besetzt, der freie Rückzug zur Festung Coni war noch offen.

## Folgen
Die Österreicher erkauften den Sieg mit Verlusten von etwa 2000 Mann, davon 174 Tote, darunter Generalmajor Karl von Adorian, 1948 Verwundete und 225 Gefangene. Sie eroberten 4 Geschütze und brachten 4000 Gefangene ein. General Championnet zog seine Truppen von Genola nach Borgo San Dalmazzo zurück. Am 5. November rückte General Ott gegen das verschanzte Lager der Franzosen bei Madonna del Olms, General Mitrowsky erreichte Centallo. Gegenüber hatte Victor seine Stellung schon geräumt, seine Nachhut wurde aber durch Truppen der Division Elsnitz abgeschnitten und musste sich durch die Stura zurückkämpfen, wobei etwa 400 Mann in den Wellen umkamen. Darauf wandte sich Elsnitz gegen Murazzo, wo weitere 1000 Kriegsgefangene eingebracht wurden. Am 6. November zog sich Grenier nach Borgo San Dalmazzo und Victor nach Mondovì zurück, die Franzosen nahmen eine neue Abwehrstellung zwischen Monasiero und Villa Nova ein.
Am Abend des 26. November wurden die Belagerung von Coni eröffnet; welche nach kurzem Beschuss am 3. Dezember mit 3000 Mann unter General Clement samt großen Kriegsvorrat kapitulierte. Am 29. November 1799 gelang es dem Korps unter Feldmarschallleutnant Fröhlich Ancona einzunehmen. Truppen unter Klenau und Hohenzollern rückten über Chiavari an die ligurische Küste und versuchten am 15. Dezember bei Albano einen Handstreich auf Genua, den die Besatzung unter Gouvion Saint-Cyrs abweisen konnte.